# Nils Birgersson (Rosenquist af Åkershult)
Nils Birgersson (Rosenquist af Åkershult), död omkring 1567, var en svensk fogde, befallningsman och slottsloven.

## Biografi
Nils Birgersson (Rosenquist af Åkershult) blev 6 januari 1530 fogde i Noraskog och var från 1539 till 19 maj 1543 fogde i Väsby län. Han var 1543 till 1544 fogde i Östkinds härad med flera i Östergötland och blev 29 juli 1544 slottsloven på Stegeborgs slott. Nils Birgersson blev 15 juli 1545 befallningsman på Kronobergs slott, samt i Konga härad, Albo härad, Kinnevalds härad och Norrvidinge härad. Han var även från 9 augusti 1545 till 22 mars 1560 fogde i Kronobergs län. Nils Birgersson höll 3 juni 1547 vapensyn med det rustttjänstskyldiga frälset i Småland. Han avled omkring 1567.

### Egendom
Nils Birgersson ägde Åryds bruk och Hemset i Hemmesjö socken.

### Familj
Nils Birgersson var gift med Anna Hansdotter. De fick tillsammans sonen häradshövdingen Joen Nilsson (Rosenquist af Åkershult).